# 革新右翼
革新右翼とは、日本における右翼の派閥の一種であり、元来の右翼と違って民族主義に依拠しない、あくまで国家を根拠とする日本国家主義を意味する。
大正時代以降に興隆し、大川周明や高畠素之らが展開した。その中にはファシスト的な思考や、国家社会主義、農本主義なども含まれていたが、その代表的なものは大日本主義であったとされる。